# Халл, Мозес
Мозес Халл (англ. Moses Hull; 1836—1907) — священник Церкви адвентистов седьмого дня, позднее — писатель и лектор-спиритуалист.

## Биография
Мозес Халл родился в Вальдо в 1836 году и был в семье седьмым ребёнком из шестнадцати. Среди детей было три пары двойняшек, одними из которых были и Мозес с братом-близнецом Аароном, умершим в раннем возрасте. Отец Мозеса, доктор Джеймс Халл, принадлежал к баптистам.
Подростком — в 1857 году — присоединился к Объединённой Церкви Братьев, впоследствии став известным священником и полемистом конфессии. В сентябре 1863 году Халл читал последнюю проповедь в роли священника-адвентиста.
Примерно в это же время Мозес направил свои силы в продвижение спиритуализма, в частности христианского, признавая общение с духами кульминацией христианства. Он получил известность в движении благодаря победоносной серии диспутов со священниками. Халла часто отождествляли с Викторией Вудхалл и крылом защиты прав женщин в движении, запущенном Партией Равноправия в 1872 году. Позднее он стал лидером Партии гринберкеров и пробовал добиться больших прав для фермеров, рабочих и женщин.
Вскоре после этого Мозес развёлся со своей женой Эльвирой и женился на коллеге-спиритуалистке Мэтти Браун Сойер. Выдвигался на выборах в Конгресс в 1906 году как представитель Социалистической партии. Умер в январе 1907 года.